# New York University School of Law
Ne doit pas être confondu avec New York Law School.

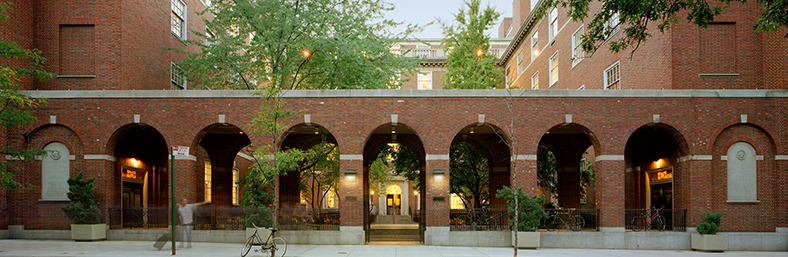
Vanderbilt Hall.

La New York University School of Law (NYU Law) est la faculté de droit de l'université de New York. Elle est située à Greenwich Village, dans l'arrondissement de Manhattan à New York. Fondée en 1835, NYU Law est la plus ancienne faculté de droit de l'État de New York.  
En 2017, NYU est classée deuxième au niveau mondial par le classement de référence Shanghai's Academic Ranking of World Universities (ARWU) ainsi que sixième par le QS world universities ranking. Elle est actuellement classée cinquième meilleure faculté de droit des États-Unis par le magazine américain U.S. News & World Report, au même rang que la Harvard Law School, après avoir longtemps occupé la quatrième place.

## Réputation
La New York University School of Law est particulièrement réputée dans les domaines du droit international et du droit fiscal où U.S. News & World Report classe l'Université comme la meilleure des États-Unis et du monde. Particulièrement reconnue pour son expertise en public interest law (droits civiques et fondamentaux, droit public, gouvernement), le programme d'élite Root-Tilden-Kern de NYU est considéré comme le plus prestigieux des États-Unis et prépare les meilleurs étudiants à une carrière dans le secteur public et au sein de l'administration américaine. 
98.89% des diplômés réussissent l'examen du barreau. Selon les statistiques de l'Université, 93,7 % des diplômés obtiennent un emploi stable à plein-temps nécessitant un diplôme de droit neuf mois après leur diplôme. Une majorité des diplômés sont actifs dans les cabinets d'avocat les plus prestigieux de la place new-yorkaise.   

## Partenariats
NYU School of law a conclu de nombreux partenariats avec d'autres universités d'élite sous la forme de double-diplômes. 
Il existe un double-diplôme avec la John F. Kennedy School of Government de l'Université Harvard ainsi qu'avec la School of Public and International Affairs de l'Université de Princeton. Par ailleurs, l'Université d'Oxford a un programme d'échange académique avec la New York University School of Law.
La New York University School of Law a également des partenariats d'échange avec la Columbia Law School et SciencesPo Paris. 

## Admission
L'admission à l'École de droit de l'Université de New York est l'une des plus compétitives au monde. Chaque année, plus de 11 000 candidats tentent d'obtenir une des 400 places de l'École.